# Leptophobia forsteri
Leptophobia forsteri is een vlindersoort uit de familie van de Pieridae (witjes), onderfamilie Pierinae.
Leptophobia forsteri werd in 1969 beschreven door Baumann & Reissinger.